# Соай-кай

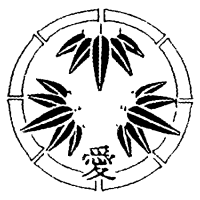
Даймон Соай-кай

Соай-кай (яп. 双愛会) — преступная группировка в японской мафии якудза, базирующаяся в префектуре Тиба. Соай-кай насчитывает около 230 активных членов.

## История
Соай-кай был основан в 1945 году Торамацу Такахаси, в то время члена группировки бакуто (карточных игроков) Сасада-икка, базирующейся в Иокогаме. Первоначально называемая "Гёсуи-кай" (яп. 魚水会) и будучи подразделением Сасады-икки, группировка была переименована в "Такатора-гуми" (яп. 高寅組) и вновь получила новое название Соай-кай в 1955 году, когда Соай-кай стала независимой от Сасады-икки.

## Состояние
Штаб-квартира группировки располагается в городе Итихара в префектуре Тиба Соай-кай — одна из трёх влиятельных мафиозных синдикатов в префектуре Тиба, другие две: Сумиёси-кай и Инагава-кай. Соай-кай — член «братской бакуто федерации», называемой Канто Хацука-кай, которая также включает ещё 4 группировки, базирующиеся в регионе Кантo: Сумиёси-кай, Инагава-кай, Мацуба-кай и Тоа-кай.

## Оябуны
- 1-й: Торамацу Такахаси
- 2-й: Такэо Азэта
- 3-й: Дзиро Такахаси
- 4-й: Ёсио Исии
- 5-й: Акира Такамура